# Josep Ferrer (baloncestista)
Josep Ferrer, (Mequinenza, Zaragoza, 20 de julio de 1920) fue un exjugador de baloncesto español.   

## Trayectoria deportiva
Nacido en la localidada zaragozana de Mequinenza, el 20 de julio de 1920. Con cuatro años se traslada a Barcelona con su familia. Se inicia en el mundo del baloncesto a los catorce años en el CADCI, donde juega tres años. Después de la Guerra Civil Española ingresa en el BIM, equipo del barcelonés barrio de Sants, que tenía su sede en el Instituto Montserrat, jugando desde los diecinueve hasta los veinticuatro años. Sus siguientes equipos sería el Club Bàsquet Mollet y el España Industrial, donde hace funciones de entrenador-jugador durante tres años. 
Su última etapa relacionada con el baloncesto sería en Francia, jugando en Toulouse Université Club, y en la empresa Verreries de Vianne, siendo capitán entrenador y también trabajando como directivo. Viviría por un espacio de 31 años en Francia.